# 船舶の所有者等の責任の制限に関する法律
船舶の所有者等の責任の制限に関する法律（せんぱくのしょゆうしゃとうのせきにんのせいげんにかんするほうりつ、昭和50年12月27日法律第94号）は、海運業保護の観点から、船舶の所有者等またはその被用者等が負う債務につき有限責任を認めた上での、責任の制限の方法および手続などに関する日本の法律である。

## 概要
船長等の船員が職務執行に際して第三者に損害を加えた場合、船主は損害賠償責任を負うのが原則である。しかし、海運業に関しては、古くから船主の損害賠償責任を制限する制度（有限責任制度）が認められていた。もっとも、その根拠については、遠い海上にある船舶に対する船主の指揮監督の困難性、損害賠償責任が性質上巨額であること、危険性が高い海上企業の保護の必要性等があげられているが、必ずしも見解は一致していない。
上記責任制限の内容や方法等については古くから立法例が分かれている。大きく分けると、船舶・運送賃等を債権者に移転させることにより当該債権者に対する責任を免れるもの（委付主義、本法制定前の日本が採用していた制度）、船舶・運送賃等に対する強制執行のみを認めるもの（執行主義）、船価・運送賃を委付させることにより責任を免れるもの（船価主義）、船舶の積量トン数に応じ一定の割合で算出した金額に限定して責任を負わせるもの（金額責任主義）がある。
以上のように、船主の責任制限制度につき国際的に統一されていない状態であったため、統一の必要があるとの問題意識、責任制限の内容・方法等を合理化すべきとの問題意識から、条約による統一が試みられ、1924年に船価主義と金額責任主義を併用した最初の統一条約が成立する。この統一条約は、日本を含む複数の国が批准しなかったが、1957年に金額責任主義を採用した新たな条約が成立し、日本も同条約に加入・批准しそれを実施するために、本法が制定された。その後の条約の見直しに伴い、本法も改正がされている。
なお、本法は民法の特例法として法務省民事局が所管しており、国土交通省（旧・運輸省。船舶局→海上技術安全局→海事局）の管轄ではない。ただし、法務省と国土交通省は連携して本法律の執行に当たっている。

## 責任制限債権、範囲、限度額
船舶所有者等の責任を制限することができる債権（制限債権）の種類は本法3条に規定されており、船舶上・船舶の運航に直接関連して生ずる損害、運送の遅延による損害、損害防止措置により生ずる損害などが列挙されている。ただし、自己の無謀な行為によって生じた損害など、一定のものについては責任制限をすることはできない。
責任の制限は、救助者等が債務者になる場合を除いて各船舶について一事故ごとに行われ、債務者ごとには行われない。例えば、事故が複数ある場合はその事故ごとに後述の責任制限手続が行われる。また、同一船舶の同一事故については複数の者（例えば船舶の所有者と船長）が損害賠償責任を負い、両者の債務は不真正連帯債務になるところ、その内の一人について後述の責任制限手続がされた場合は、他方の債務者も責任制限の利益を受けることになる。
責任の限度額は、旅客の死傷による損害とそれ以外との損害について分けて規定されている。基本的には、旅客の死傷による損害の場合は船舶検査証書に記載された旅客の数に応じて、それ以外の損害の場合は船舶のトン数に応じて、それぞれ計算される額による。ただし、旅客の死傷による損害については、「千九百七十六年の海事債権についての責任の制限に関する条約を改正する千九百九十六年の議定書」が日本国について効力を生じた時点で責任制限が撤廃される（2005年の法改正）。

## 責任制限手続
船舶が起こした事故により損害が発生した場合、多数の債権者が上述の制限された額を巡って利害関係を持つため、多数の債権者が参加することを前提とした集団的な処理手続が必要になる。そのため、本法は破産法の手続に準じた集団的な債務処理手続の規定を置いている。
まず、責任制限を求める者は、地方裁判所に対して責任制限手続開始の申立てをする（17条）。申立てが相当と認められた場合は、申立人は前述した責任限度相当額及び事故発生日から供託日までの利息の供託し（19条）、供託がされたら裁判所は責任制限手続開始決定をする（27条）。その結果、債権者（制限債権者）は供託された金銭（基金）からの配当しか受けられず、別途権利行使をすることができなくなる。
債権者は制限債権を裁判所に届けることにより手続に参加することになる。届けられた制限債権については、裁判所の調査期日において当該債権の有無や手続対象たる債権であるか否かなどが調査され、争いがある債権については最終的には裁判で争うことにより、手続に参加できる債権者及びその額が確定される。
債権が確定した後は、債権者は供託された基金から配当を受け、残余の債権については申立人の責任が免れる。

## 裁判例
船舶および航海の定義について東京高決平7・10・17判タ907号269頁は以下のように述べ、東京湾内の各港間及び同湾に注ぐ荒川等の河川沿いの油槽所への灯油等の石油製品の運送業務に従事していた汽船の起こした衝突事故について本法による責任制限手続開始申立てを退けている。
- 平水区域のみを航行する船舶は本法所定の「航海の用に供する船舶」に該当しない
- 平水区域のみの航行は本法にいう「航海」に当たらない

## 船舶先取特権
本法の制限債権は、事故に係る船舶、その属具及び受領していない運送賃につき先取特権の対象となる（船舶先取特権、95条）。ただし、この制度は条約に根拠がある制度ではない。本法で制限債権となる債権が本法制定前の商法で船舶先取特権の被担保債権になっていたため、引き続き先取特権の被担保債権になることを認めたにすぎない。